# Calea ferată Brașov–Făgăraș
Calea ferată Brașov–Făgăraș este o cale ferată principală în România. Ea începe din sud-estul Transilvaniei, traversează Munții Perșani și merge apoi de-a lungul râului Olt.

## Istoric
La momentul construirii căii ferate, regiunea Transilvania aparținea de Regatul Ungariei. După executarea căii ferate Avrig–Făgăraș, în anul 1895 s-a început construirea tronsonului feroviar între Făgăraș și Brașov, care urma să realizeze o legătură directă între Sibiu și Brașov – două dintre cele mai importante orașe ale Transilvaniei.
Dificultățile financiare ale monarhiei austro-ungare și lungile discuții cu privire la traseul căii ferate au întârziat începerea construcției, care urma să se facă inițial la sfârșitul secolului al XIX-lea. La 3 octombrie 1907 Ministerul Comerțului al Regatului Ungariei a acordat concesiunea pentru construirea căii ferate către două societăți, care au început să lucreze rapid.
La 28 iulie 1908 tronsonul de la Făgăraș la Șinca Veche a fost pus deja în funcțiune de probă; tronsonul de la Brașov la Valea Homorod (din partea de est) a fost deschis la 29 august 1908. Cel mai dificil tronson a fost cel între Valea Homorod și Șinca Veche; aici trebuia să se traverseze Munții Perșani (în germană Geisterwald). Pe lângă un tunel mic, au trebuit să se construiască două viaducte, cu lungime de 99 și 167 m. Acestea au fost primele poduri de beton armat de pe teritoriul actual al României. La 6 noiembrie 1908 a fost inaugurat întregul traseu de la Brașov la Făgăraș, cu două trenuri de paradă.
La sfârșitul Primului Război Mondial Transilvania a devenit parte componentă a României, iar căile ferate din Transilvania au fost preluate de compania feroviară română de stat CFR.
După Al Doilea Război Mondial starea tehnică a tronsonului prin Munții Perșani nu a mai fost corespunzător unui trafic de marfă în continuă creștere; deficiențe au fost constatate în principal la cele două viaducte. Autoritățile competente au decis să mute linia de cale ferată în altă parte. S-a construit un nou tunel de 472 de metri. În anul 1948 s-a finalizat traseul deviat; cele două poduri au fost blocate, iar mai târziu au fost abandonate ambele linii care duceau la ele.

## Situație actuală
Calea ferată Brașov–Făgăraș nu este electrificată și are linie simplă. Pe aici trec zilnic mai multe trenuri accelerate și personale. În plus, există și un puternic trafic de marfă.

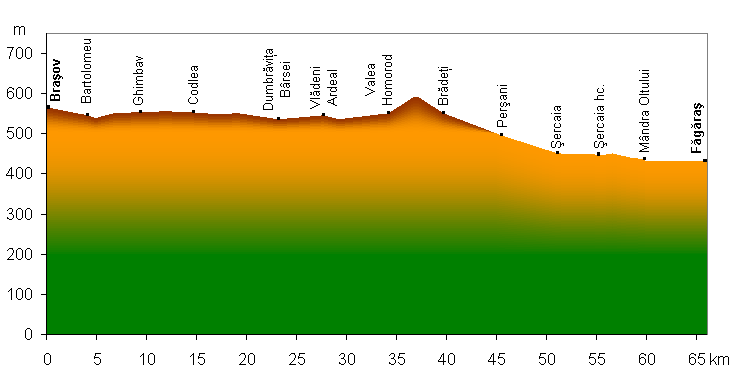
Profilul la înălțime al căii ferate